# Platylimnobia pumila
Platylimnobia pumila är en tvåvingeart som beskrevs av Alexander 1921. Platylimnobia pumila ingår i släktet Platylimnobia och familjen småharkrankar. Inga underarter finns listade i Catalogue of Life.